# Raksányi Lajos
Raksányi Lajos (Szigetvár, 1895. május 23. – Csurgó, 1986. október 29.) festő, tartalékos címzetes főhadnagy.

## Életútja
Édesapja dr. raksai Raksányi Árpád a szigetvári kórház alapító-igazgató főorvosa volt, édesanyja Bohár Ilona, aki férje halála után egyedül nevelte hat gyermekét. Nagyapja, Bohár Lajos tanító biztatására már négyéves korában megmutatkozott Raksányi Lajos művészi tehetsége.
A szigetvári polgári iskolába járt, ahol Ürmös Péternél tanult festészetet egy évig. Ezután különbözeti vizsgát téve a csurgói Csokonai Vitéz Mihály Református Gimnáziumban képezte magát tovább. Csurgóra költözött a család, ahol Szántó János iparművész tanította rajzra hat éven keresztül. Utolsó évét a budapesti Lónyai Gimnáziumban járta, ahol 1912-ben érettségi vizsgát tett. Az első világháború során olasz, az orosz és a román hadszíntéren harcolt mint műszaki szakaszparancsnok, ezrede jelentősebb ütközeteiben részt vett. Két és fél évig budapesti Képzőművészeti Főiskolán tanult, ahol 1918 májusában szerezte meg rajztanári oklevelét. Mesterei Raksányi Dezső, Révész Imre és Réti István voltak. Ezután utásztanfolyamon vett részt, majd továbbképzésre ment Dunakeszire. 1918 novemberében szerelt le tartalékos hadnagyi minőségben. 32 harctéri képével szerepelt egy pécsi katonai kiállításon.
1919. április 5-étől fizetés nélküli tanár volt a Csurgói Főgimnáziumban, majd 1919. október elejétől mint helyettes tanár oktatott a kaposvári magyar királyi állami Somssich Pál főgimnáziumban 1922. szeptember 15-ig. Első utcai festményét Kaposváron alkotta, itt Balázs Jánossal kötött barátságot, aki Raksányi Lajos hatására komponálta első impresszionista stílusú képeit. Közösen utaztak Fonyódra hogy a Balatont lefessék. 1923-tól Csongrád volt helyettes tanár, később Budapestre ment ahol mint óraadó tanár dolgozott több különböző iskolában. Rézkarcokat és más technikájú képeket is készített.
1925. szeptember 1-jétől a csurgói gimnázium állandó rajztanárra lett. 1928. január 3-án Pestújhelyen házasságot kötött szerdahelyi Fest Sára Jankával, akivel 1929 júniusa és 1944 decembere között Csurgón, a mai Rákóczi út 2. alatt laktak. A második világháborút követően visszakapták ezt a lakást 1957 őszén történt nyugdíjba vonulásáig. Itt születtek gyermekeik: Magdolna (1928) és Olga (1934). Az 1930-as évek elején orvosi tanácsra a család az ausztriai Murauba látogatott.
Választmányi tagja volt az Országos Rajztanár Egyesületnek, tagja a Berzsenyi Dániel Irodalmi és Művészeti Társaságnak, illetve a Csurgói Diákszövetség pénztárnoki tisztségét is ellátta. Szakelőadásokat tartott a bizánci és román műemlékekről, valamint a magyar művészet emlékeiről, a reneszánsz festőművészetéről és a görög szobrászatról. Foglalkozott ábrázoló geometriai szerkesztő feladatokkal is. Münchenben járt tanulmányúton, majd 1937 januárjától a pécsi tankerület rajzi tanulmányi felügyelője volt 1941-ig. A gimnázium igazgatótanácsa ekkortájt megbízta a belső-somogyi népviseletek ábrázolásával és adatainak gyűjtésével.
1944 végén a felszabadító bolgárok elől elmenekült családjával. 1945 tavaszán a bajorországi Oberhachingben egy báró birtokán éltek, aki pártolta a művészt, s kiemelte a fizikai munkából. Itt eltöltött másfél éve során megrendelésre 70 képet készített. Ugyan hívták nyugatra és a Kanári-szigetekre is, azonban 1946. június 18-án családjával visszaköltözött Csurgóra. Hazatérve tanítással és festéssel foglalkozott. Saját maga igyekezett pótolni festőkészletét és bútorait. A darányi parasztdolgozók tanfolyamán és a Gyékényesi Dolgozó Gimnázium és Paraszt Dolgozók Tanítóképzőben oktatott szaktárgyakat, számtant és ábrázoló geometriát. 1957. augusztus 17-én nyugdíjba ment, feleségével a Csokonai u. 24/a szám alá költözött.
1969-től kivette részét a csurgói Csokonai Vitéz Mihály Járási Művelődési Házban rendezett képzőművészeti alkotókör munkájában. Egészen 1985-ig alkotott, utolsó nyári önarcképét egy tükörbe nézve festette magáról.
Műveit kiállította a Nemzeti Szalonban, az Ernst Múzeumban és számos vidéki városban. 1981-ben a kaposvári Somogyi Képtárban életmű tárlata volt. Családja Csurgónak adományozta mintegy ötven festményét.

## Emlékezete
Születésének 100. évfordulóján, 1995. május 23-án csurgói a Városi Múzeum épületében 174 darab hivatalokban fellelhető és magántulajdonban lévő mű egy hónapra történt kölcsönzésével valósult meg a festő legnagyobb kiállítása.

## Egyéni kiállítások
- 1922 • Korona Szálló, Kaposvár [Martyn Ferenccel]
- 1962 • Művelődési Ház, Csurgó [Csurgói Máté Lajossal]
- 1964 • Művelődési Ház, Nagyatád
- 1966 • Megyei Könyvtár, Kaposvár
- 1967 • Képcsarnok, Nagykanizsa
- 1967, 1971, 1976, 1979 • Művelődési Ház, Csurgó
- 1971 • Megyei Könyvtár, Kaposvár
- 1976 • Gimnázium, Csurgó
- 1977 • Városi Múzeum, Marcali • Művelődési Ház, Nagyatád
- 1980 • Konzervgyár, Nagyatád
- 1981 • Somogyi Képtár, Kaposvár (gyűjt., kat.)
- 1982 • Mezőgazdasági Főiskola, Kaposvár
- 1984 • Vaszary Terem, Kaposvár (kat.)
- 1985 • Művelődési Ház, Csurgó (gyűjt.)
- 1986 • Művelődési Ház, Lábod
- 1988 • Gimnázium, Csurgó (állandó)
- 1995 • Városi Múzeum, Csurgó (állandó, kat.). Válogatott csoportos kiállítások

## Válogatott csoportos kiállítások
- 1948 • Kaposvári művészek, Pécs
- 1954 • Ernst Múzeum, Budapest
- 1957 • Somogy megyei képzőművészet, Pécs
- 1958, 1959, 1960 • Őszi Tárlat, Kaposvár
- 1960 • A Balaton a festészetben, Rippl-Rónai József Múzeum, Kaposvár
- 1963 • 17. Somogyi Képzőművészeti Kiállítás, Kaposvár • Ernst Múzeum, Budapest
- 1968 • 20. Somogyi Képzőművészeti Kiállítás, Kaposvár
- 1969, 1971, 1983 • Tavaszi Tárlat, Kaposvár
- 1984 • V. Dunántúli Tárlat, Somogyi Képtár, Kaposvár.